# Jacobsoniella elegantula
Jacobsoniella elegantula är en insektsart som beskrevs av Melichar 1914. Jacobsoniella elegantula ingår i släktet Jacobsoniella och familjen spottstritar. Inga underarter finns listade i Catalogue of Life.